# Крігштеттен
Крігштеттен (нім. Kriegstetten) — громада  в Швейцарії в кантоні Золотурн, округ Вассерамт.

## Географія
Громада розташована на відстані близько 28 км на північний схід від Берна, 6 км на південний схід від Золотурна.
Крігштеттен має площу 1,1 км², з яких на 45,5% дозволяється будівництво (житлове та будівництво доріг), 46,4% використовуються в сільськогосподарських цілях, 8% зайнято лісами, 0% не є продуктивними (річки, льодовики або гори).

## Демографія
2019 року в громаді мешкало 1304 особи (+5,8% порівняно з 2010 роком), іноземців було 10,4%. Густота населення становила 1144 осіб/км².
За віковим діапазоном населення розподілялося таким чином: 18,6% — особи молодші 20 років, 60% — особи у віці 20—64 років, 21,4% — особи у віці 65 років та старші. Було 572 помешкань (у середньому 2,3 особи в помешканні).
Із загальної кількості 457 працюючих 0 було зайнятих в первинному секторі, 61 — в обробній промисловості, 396 — в галузі послуг.